# Orquesta Sinfónica de Bilbao
La Orquesta Sinfónica de Bilbao (en euskera y oficialmente, Bilbao Orkestra Sinfonikoa, abreviada como BOS) es una orquesta sinfónica española con sede en la ciudad de Bilbao, en el Palacio Euskalduna. Su director artístico y titular es Erik Nielsen, y es miembro de la Asociación Española de Orquestas Sinfónicas (AEOS).

## Historia
La Orquesta ofreció su primer concierto el 8 de marzo de 1922 en el Teatro Arriaga, bajo la batuta de Armand Marsick. Desde su fundación ha tenido como directores titulares a Armand Marsick, Vladimir Golschmann, Jesús Arámbarri, José Limantour, Antoine de Babier, Rafael Frühbeck de Burgos, Alberto Bolet, Pedro Pirfano, Urbano Ruiz Laorden, Theo Alcántara, Juanjo Mena y Günter Neuhold.  Desde septiembre de 2015, Erik Nielsen asume la dirección titular de la Orquesta. En julio de 2003 la BOS, bajo la batuta de Juanjo Mena, fue invitada por Valery Gergiev para actuar en el Teatro Mariinski de San Petersburgo dentro de las celebraciones del 300 aniversario de la ciudad. Este concierto marcó un hito en la nueva proyección internacional de la Orquesta, que es invitada con regularidad a los festivales Les folles journées de Nantes y La Roque D'Antheron de Marsella.
Además de sus giras de carácter histórico, la BOS ha actuado frecuentemente en el Auditorio Nacional de Madrid, en la Quincena Musical de San Sebastián, en el Festival Internacional de Santander, Festival de París, Festival de Música Religiosa de Cuenca y en el ciclo "Orquestas del Mundo" de Ibermúsica. En marzo de 1998 es invitada al concierto de investidura de los compositores Carmelo Bernaola, Cristóbal Halffter y Luis de Pablo como Doctores Honoris Causa por la Universidad Complutense de Madrid, interpretando obras de los tres maestros. En 1998 representó al País Vasco en la Exposición Internacional de Lisboa, y en 1999 participó en la inauguración del Palacio Euskalduna de Bilbao. En 2007 tomó parte en la edición del festival que se celebra en Japón, ofreciendo 10 conciertos en el "Tokio International Forum" a los que asistieron más de 40.000 espectadores. 
La relación de directores que se han puesto al frente de la BOS incluye nombres históricos como los de Enrique Fernández Arbós, Bartolomé Pérez Casas, Ataúlfo Argenta, Hans von Benda, Eduard Toldrà, Malcolm Sargent e Ígor Markévich, y otros como Charles Dutoit, Antoni Ros Marbá, Enrique García Asensio, Jerzy Semkow, Josep Pons y Aldo Ceccato. Ha sido también instrumento en manos de Maurice Ravel, Jesús Guridi, Pablo Sorozábal, Jesús Arámbarri, Krzysztof Penderecki, Carmelo Bernaola, Luis de Pablo, Ernesto y Cristóbal Halffter y otros compositores en la ejecución de sus propias obras.
La BOS, a lo largo de su ya dilatada historia, ha compartido escenario con algunos de los más grandes solistas: José Iturbi, Arthur Rubinstein, Jacques Thibaud, Vladimir Horowitz, Fritz Kreisler, Joseph Szigeti, Henryk Szeryng, Vlado Perlemuter, Mstislav Rostropóvich, Salvatore Accardo, José Luis Estellés, Ruggiero Ricci, Joaquín Achúcarro, Félix Ayo, Nicanor Zabaleta, Maurice André, Mischa Maisky, Uto Ughi, Narciso Yepes, Alicia de Larrocha, Boris Belkin, Ivo Pogorelich, Jean Pierre Rampal, Viktoria Mullova, Asier Polo, Truls Mork y Frank Peter Zimmermann, entre otros muchos. En el listado de voces figuran nombres como Victoria de los Ángeles, Montserrat Caballé, Alfredo Kraus, Plácido Domingo y Luciano Pavarotti, así como la Sociedad Coral de Bilbao, Orfeón Donostiarra y Coro de la UPV.
Además de su temporada de abono en el Palacio Euskalduna, su natural extensión a las poblaciones vizcaínas, la colaboración en óperas de ABAO y sus giras y salidas, la Orquesta realiza conciertos didácticos desde 1985, iniciativa en la que puede considerarse pionera. Mantiene, además, líneas de colaboración con otras instituciones culturales, como el Teatro Arriaga y el Museo Guggenheim Bilbao, para la organización de eventos de forma conjunta. La actividad de la BOS se desarrolla gracias al apoyo de sus numerosos aficionados y a las aportaciones de sus patronos: Diputación Foral de Vizcaya y Ayuntamiento de Bilbao.

## Grabaciones
Dentro de su catálogo discográfico destacan las grabaciones de obras de Arriaga con Jesús López Cobos (1985) y las de las óperas Mendi-Mendiyan de Usandizaga y Amaya, y la zarzuela El Caserío, ambas de Guridi, para el sello Naxos. Para esta misma compañía ha desarrollado una interesante colección de música vasca con CD dedicados a Arámbarri, Guridi, Arriaga, Isasi y Sarasate, bajo la dirección de Juanjo Mena.